# Jens Jessen
 Der er flere personer med dette navn, se Jens Jessen (fodboldspiller).
Jens Jessen (født 1854 i Toghale ved Møgeltønder i Vestslesvig, død 1906) var en dansk journalist og politiker.
Jens Jessen var uddannet lærer og ansat ved Haderslev Realskole. I 1882 blev han redaktør af dagbladet Flensborg Avis. I 1887 blev Jens Jessen gift med Maria Oktavia Fibiger (1859-1935), som var den danske forfatter Mathilde Fibigers niece.
Som redaktør førte han Flensborg Avis frem til landsdelens førende dagblad. Abonnenttallet tidobledes i hans tid til cirka 9.350 i 1906. Fra 1902 til 1906 sad han som dansk repræsentant i den tyske rigsdag. Han var en af tidens betydeligste journalistiske begavelser. Politisk var Jens Jessen offensiv fortaler for en folkeafstemning i Slesvig som Pragfredens artikel 5 lovede. Jens Jessen arbejdede energisk for at støtte den danske bevægelse især i de truede områder i Mellemslesvig. På grund af sine nationalpolitiske aktiviteter måtte han tilbringe i alt næsten 4 år i fængsel. Hans modspiller på den danske side var H.P. Hanssen, som forfægtede mere pragmatiske synspunkter.
Jens Jessen døde allerede som 52-årig i 1906.
En af de danske skoler i Flensborg er opkaldt efter Jens Jessen.
- Buste på torvet i Møgeltønder
- Gravsten på Møllekirkegården i Flensborg